# Klaudiusz Perendyk
Klaudiusz Maria Paweł Perendyk, właśc. Klaudiusz Perendyk (ur. 13 kwietnia 1945 w Krakowie, zm. 20 marca 1994 w Hamburgu) – polski biskup starokatolicki działający na terenie Polskiej Rzeczypospolitej Ludowej i Republiki Federalnej Niemiec. W okresie swojego życia związany z kilkoma różnymi wyznaniami chrześcijańskimi.

## Życiorys
Klaudiusz Perendyk był duchownym Polskiego Kościoła Starokatolickiego. 4 czerwca 1963 r. przyjął święcenia diakonatu z rąk Ignacego Wysoczańskiego w kaplicy w Kosewie. Dwa miesiące później, 29 sierpnia 1963 r., z rąk tego samego biskupa przyjął święcenia prezbiteratu, jednocześnie otrzymując nominację na funkcję proboszcza parafii starokatolickiej w Krakowie, którą zorganizował w swoim mieszkaniu prywatnym. W tamtym okresie był pod ciągłą obserwacją funkcjonariuszy SB. W 1965 przez pewien krótki czas pełnił funkcję proboszcza parafii starokatolickiej w Wierzbicy. 25 grudnia tego samego roku przyjął sakrę biskupią z rąk Ignacego Wysoczańskiego. W wyniku konfliktu pomiędzy biskupami, Perendyk opuścił struktury kierowane przez Wysoczańskiego. 1 sierpnia 1967 r. przyjął w Żytawie święcenia prezbiteratu sub conditione z rąk mariawickiego biskupa – Helmuta Norberta Maasa i przez kilka lat pozostawał pod jego jurysdykcją. W 1969 zdobył tytuł magistra teologii na The Ministerial Training College. Dwa lata później The National Ecclesiastical University nadało mu tytuł doktora teologii. W 1974 wyjechał do Republiki Federalnej Niemiec. W 1977 w Niemczech zorganizował struktury Polskiego Kościoła Starokatolickiego na Obczyźnie. Była to licząca kilkuset wiernych i posiadająca kilku kapłanów wspólnota starokatolicka, odwołująca się doktrynalnie do mariawityzmu i utrzymującą dialog z Kościołem Starokatolickim Mariawitów, pozostająca jednocześnie pod jurysdykcją abpa Roberta R.J.M. Zaborowskiego – biskupa mariawickiego z Ameryki. W tym czasie Klaudiusz Perendyk wstąpił do Zgromadzenia Kapłanów Mariawitów i przyjął imiona zakonne Maria Paweł.
Rozkwit Polskiego Kościoła Starokatolickiego na Obczyźnie miał miejsce po wprowadzeniu stanu wojennego w Polsce, gdy z posługi religijnej i pomocy ze strony wspólnoty korzystało wielu uchodźców politycznych. Ostatecznie jednak w 1984 Polski Kościół Starokatolicki na Obczyźnie nie wytrzymał próby czasu, utracił autokefalię i wszedł w skład Apostolskiego Katolickiego Asyryjskiego Kościoła Wschodu.
Klaudiusz Perendyk w 1986 zmienił wyznanie. Został duchownym prawosławnym i opiekował się do śmierci parafią Polskiego Autokefalicznego Kościoła Prawosławnego w Hamburgu.
W wyniku ujawnionego, przez przysłanego na prośbę metropolity Bazylego wikarego, skandalu obyczajowego, Klaudiusz Perendyk popełnił samobójstwo, wieszając się na klamce drzwi własnego mieszkania. W uroczystościach pogrzebowych brali udział duchowni Polskiego Kościoła Starokatolickiego.